# Ljubina (Dvor)
Ljubina is een plaats in de gemeente Dvor in de Kroatische provincie Sisak-Moslavina. De plaats telt 101 inwoners (2001).